# Кокраджхар
Кокраджхар (англ. Kokrajhar, ассам. কোকৰাঝাৰ, бодо: कक्राझार) — город в северо-западной части штата Ассам, Индия. Административный центр округа Кокраджхар. Находится на территории территориального совета Бодоланд.

## История
Ранее был частью округа Гоалпара. После выделения из него округа Кокраджхар стал административным центром нового округа.

## География
Абсолютная высота — 37 метров над уровнем моря. Расположен на берегу реки Гоуранг.

## Население
По данным на 2013 год численность населения составляет 33 851 человек.
Динамика численности населения города по годам:
| 1991   | 2001   | 2013   |
| ------ | ------ | ------ |
| 28 267 | 31 164 | 33 851 |